# William Saville-Kent
William Saville-Kent (ur. 10 lipca 1845 w Sidmouth, zm. 11 października 1908 w Bournemouth) – angielski biolog morski.

## Życiorys
Urodził się w Sidmouth w hrabstwie Devon jako najmłodsze z dziesięciorga dzieci Samuela Saville′a Kenta i jego pierwszej żony Mary Ann Windus. Jego matka zmarła, gdy był dzieckiem, a siostra Constance została skazana na 20 lat więzienia pod zarzutem zamordowania przyrodniego brata. Uczył się w King’s College London, a potem w Royal School of Mines u Thomasa Henry′ego Huxleya. Pracował w wielu miejscach, m.in. w British Museum od 1866 do 1872. W 1869 roku został członkiem Zoological Society of London, a w 1873 roku członkiem Towarzystwa Linneuszowskiego w Londynie (The Linnean Society of London). W 1870 roku otrzymał od Royal Society stypendium na badania zoologiczne w Portugalii. Pracował w Brighton Aquarium (1872–1873) i w Manchester Aquarium (1873–1876). W 1879 roku powrócił do Brighton. Ożenił się w 1872 roku, jego żona Elizabeth zmarła po trzech latach. Ożenił się powtórnie w 1876 roku.

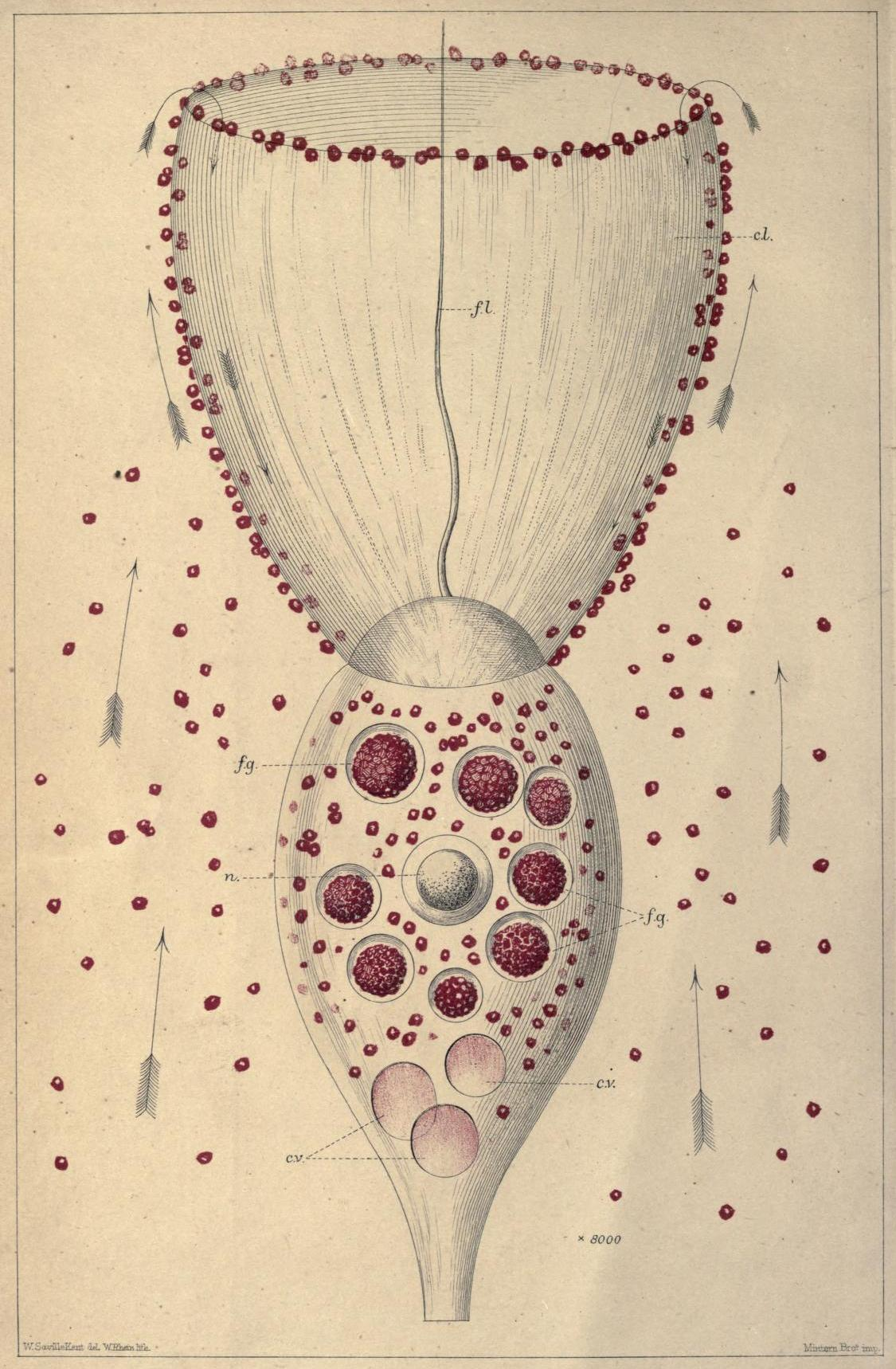
Grafika ilustrująca mechanizm odżywiania się wiciowca Monosiga gracili, odkryty przez Saville-Kenta poprzez podanie wiciowcom drobin karminu

Dzięki rekomendacji Huxleya został w 1884 roku inspektorem łowisk na Tasmanii. W 1889 roku mianowano go komisarzem rybołówstwa w Queensland, a w 1892 roku został komisarzem na Zachodnią Australię; stanowisko piastował do 1895 roku. W tym czasie opracował technikę uzyskiwania pereł hodowlanych. Odkrycia Saville-Kenta były przełomowe dla pozyskiwania pereł hodowlanych, a rozwiązania, które zaproponował, są stosowane do dziś – chociaż zostały opatentowane nie przez niego, ale przez Tokichi Nishikawę, który dowiedział się o badaniach Australijczyka. W latach 1889–1890 Saville-Kent był przewodniczącym Royal Society of Queensland. Zmarł bezdzietnie w 1908 roku, jest pochowany w Milford-on-Sea, Hampshire. Jego grób udekorowany jest koralami. Na cześć Saville-Kenta w 2001 roku nazwano rafę położoną 125 km na północ-północny wschód od Townsville. 
Upamiętniono go w nazwach rodzajowych lub gatunkowych dziesięciu organizmów:
- wiciowców kołnierzykowych Savillea Loeblich, 1967 i Stephanocoeca kentii Ellis, 1930
- gąbki Hyalonema kentii (O. Schmidt, 1880)
- orzęsków: Coleps kenti Bathia, 1922, Lembus kenti Kahl, 1931, Uronemposis kenti (Kahl, 1926), Vorticella kenti (Kahl, 1935) i Zoothamnium kentii Grenfell, 1884
- jamochłona Discosoma kenti Haddon & Shackleton, 1893
- koralowca Montinegra kenti Matthai, 1927.

Siostrzeniec Saville-Kenta, A.S. Hirst, również był zoologiem i podróżnikiem, zmarł w wieku 47 lat na Sri Lance, przypuszczalnie na chorobę tropikalną. 
Saville-Kent wprowadził do protistologii termin Choanoflagellata (wiciowce kołnierzykowe) i napisał pierwsze angielskie dzieło poświęcone pierwotniakom, 900-stronicowe i zawierające ponad 2000 grafik Manual of the Infusoria. Jako pierwszy, na łamach „Nature”, opisał dwunożne przemieszczanie się agamy kołnierzastej.

## Wybrane prace
- On the „Hexactinellidae”, or hexradiate spiculed silicious sponges taken in the „Norna” expedition off the coast of Spain and Portugal. With description of new species, and revision of the order. Month Micr J 4, ss. 241–252, 1870
- On two new silicious sponges taken in the late dredging expedition of the Yacht Norna off the coasts of Spain and Portugal: Rhaphidotheca Marshall-Hallii and Fieldingia lagettoides. Ann Mag Nat Hist 6, ss. 217–224, 1870
- Professor Haeckel and Mr E Ray Lankester on the affinities of the sponges. Ann Mag Nat Hist 6, ss. 250–255, 1870
- Notes on Prof. James Clark’s flagellate infusoria, with description of new species. Month Micr J 6, ss. 261–265, 1871
- The Octopus. W: The Official guidebook to the Brighton Aquarium. Brighton 1873
- A Manual of the Infusoria: including a description of all known flagellate, ciliate and tentaculiferous protozoa, British and foreign and an account of the organization and affinities of the sponges. London: David Bogue, 1870/1872
- Handbook of the Marine and Freshwater Fishes of the British Isles. Handbook for Great Fisheries Exhibition. London: Wm Clowes, 1883
- The supposed coral eating habits of holothurians. Nature 27, s. 433, 1883
- Observations on the frilled lizard, Chlamydosaurus kingi. Proc Zool Soc 64: 712–719, 1895